# Пут у Кумровец
„Пут у Кумровец” је југословенски и хрватски ТВ филм из 1980. године. Режирао га је Едуард Галић који је написао и сценарио.

## Улоге
| Глумац          | Улога |
| --------------- | ----- |
| Миљенко Брлечић |       |
| Дарко Чурдо     |       |
| Мира Фурлан     |       |
| Лана Голоб      |       |
| Енес Кишевић    |       |
| Анте Румора     |       |